# Andreas Sarantis
Andreas Sarantis (griechisch Ανδρέας Σαράντης, * 4. März 1983 in Marousi) ist ein ehemaliger griechischer Biathlet.
Andreas Sarantis startete für SCHO Arachova. Er gab sein internationales Debüt zu Beginn der Saison 2000/01 bei Rennen in Hochfilzen. Dort wurde er 108. eines Einzels sowie 115. im Sprint. Wenig später erreichte er in Osrblie als 99. eines Einzels erst- und letztmals eine zweistellige Platzierung. Erste internationale Meisterschaften wurden die Biathlon-Europameisterschaften 2001 in Haute-Maurienne, bei denen Sarantis 64. des Sprints wurde und das Einzel als überrundeter Läufer vorzeitig beendete. Ein Jahr später nahm der Grieche an den Biathlon-Juniorenweltmeisterschaften 2002 in Ridnaun teil und wurde 57. des Einzels, 65. des Sprints und mit Kyriakos Xanthis, Giorgos Triantafyllidis und Panagiotis Karassavidis als Startläufer 20. des Staffelrennens. Zwei Jahre später startete er in Haute-Maurienne erneut bei der Junioren-WM und wurde 61. des Einzels und 63. des Sprints. Höhepunkt und Abschluss der Karriere wurden die Biathlon-Weltmeisterschaften 2005 in Hochfilzen. Sarantis wurde 109. des Einzels und schied als überrundeter Läufer im Sprint vorzeitig aus.

## Weltcupstatistik
Die Tabelle zeigt alle Platzierungen (je nach Austragungsjahr einschließlich Olympische Spiele und Weltmeisterschaften).
- 1.–3. Platz: Anzahl der Podiumsplatzierungen
- Top 10: Anzahl der Platzierungen unter den ersten zehn (einschließlich Podium)
- Punkteränge: Anzahl der Platzierungen innerhalb der Punkteränge (einschließlich Podium und Top 10)
- Starts: Anzahl gelaufener Rennen in der jeweiligen Disziplin

| Platzierung         | Einzel | Sprint | Verfolgung | Massenstart | Staffel | Gesamt |
| ------------------- | ------ | ------ | ---------- | ----------- | ------- | ------ |
| 1. Platz            |        |        |            |             |         |        |
| 2. Platz            |        |        |            |             |         |        |
| 3. Platz            |        |        |            |             |         |        |
| Top 10              |        |        |            |             |         |        |
| Punkteränge         |        |        |            |             |         |        |
| Starts              | 6      | 10     |            |             |         | 16     |
| Stand: Karriereende |        |        |            |             |         |        |